# Neffs (Ohio)
Neffs es un lugar designado por el censo ubicado en el condado de Belmont en el estado estadounidense de Ohio. En el Censo de 2010 tenía una población de 993 habitantes y una densidad poblacional de 95,28 personas por km².

## Geografía
Neffs se encuentra ubicado en las coordenadas 40°2′21″N 80°48′56″O / 40.03917, -80.81556. Según la Oficina del Censo de los Estados Unidos, Neffs tiene una superficie total de 10.42 km², de la cual 10.32 km² corresponden a tierra firme y (0.94%) 0.1 km² es agua.

## Demografía
Según el censo de 2010, había 993 personas residiendo en Neffs. La densidad de población era de 95,28 hab./km². De los 993 habitantes, Neffs estaba compuesto por el 98.89% blancos, el 0.2% eran afroamericanos, el 0% eran amerindios, el 0.1% eran asiáticos, el 0% eran isleños del Pacífico, el 0.5% eran de otras razas y el 0.3% pertenecían a dos o más razas. Del total de la población el 0.2% eran hispanos o latinos de cualquier raza.